# Paul Tudor Jones
Paul Tudor Jones II (sinh ngày 28 tháng 9 năm 1954), là nhà sáng lập Tudor Investment Corporation, công ty quản lý cho các đối tác đầu tư của Paul, còn được coi là quỹ phòng hộ. Đến tháng 3 năm 2011, ông được ước tính có tài sản ròng USD 3.3 tỷ USD theo tạp chí Forbes và được xếp hạng tài sản thứ 107 của nước Mỹ.

## Những năm đầu cuộc đời và giáo dục
Paul được sinh ra tại Memphis, Tennessee, tốt nghiệp tại trường nội trú Presbydertian, là một trường nam sinh, trước khi nhập học tại trường trung học Đại học Memphis, sau đó theo học tại Đại học Virginia. Paul là huynh trưởng của hội huynh đệ Sigma Alpha Epsilon. Để trả học phí, Paul đã viết văn kiện cho gia đình dưới bút danh Paul Eagle.
Năm 1976, Paul tốt nghiệp với tấm bằng cử nhân kinh tế Đại học Virginia, tới năm 1980, Paul được nhận vào học tại trường Kinh doanh Harvard nhưng không tham dự học.

## Năm 1987, bộ phim"TRADER: The Documentary"củaPBS.[3]
Bộ phim thể hiện Jones như một người trẻ tuổi dự đoán sụp đổ năm 1987, bằng cách sử dụng phương pháp tương tự nhà dự báo thị trường Robert Prechter. Mặc dù video này được trình chiếu trên truyền hình công cộng vào tháng 11 năm 1987, có rất ít bản sao. Trên Internet, bids cho video này bắt đầu từ 295 USD. Theo Michael Glyn, giám đốc của video, Jones requested trong những năm 1990 rằng tài liệu này được loại bỏ khỏi circulation. Video này đã nổi lên theo thời gian trên chia sẻ video khác nhau và các trang web torrent nhưng thường được đưa xuống ngay sau đó do tuyên bố bản quyền.

## Sự nghiệp
Hãng của Jones hiện quản lý 17.7 tỷ USD (cho đến 1 tháng Sáu, năm 2007). Năng lực đầu tư của họ rộng rãi và đa dạng, bao gồm mua bán vĩ mô toàn cầu, đầu tư vốn chủ sở hữu cơ bản tại Hoa Kỳ và châu Âu, các thị trường mới nổi, đầu tư mạo hiểm, hàng hóa, các chiến lược hướng sự kiện, và các hệ thống mua bán có tính kỹ thuật. Jones, với cộng sự của ông là Hunt Taylor, was instrumental trong việc tạo ra FINEX, bộ phận tương lai tài chính của New York Board of Trade, và trong việc phát triển hợp đồng tương lai chỉ số đô-la Mỹ mua bán tại đó. Ông còn phục vụ như Chủ tịch của New York Cotton Exchange từ tháng 8 năm 1992 đến tháng 6 năm 1995. 

### Dự đoán ngày thứ hai đen tối 1987
Paul được biết đến qua lợi nhuận 100 triệu USD, gấp 3 lần tài sản nhờ vào hàng loạt vị thế short, đánh cược vào cú sập của thị trường chứng khoán Hoa Kỳ.

### Phong cách đầu tư và niềm tingiao dịch
Như được báo cáo trong Market Wizards và báo chí, phong cách và niềm tin giao dịch hợp đồng tương lai của Jones được tổng kết như sau:
- Nhà đầu tư trái ngược cố gắng mua và bán tại điểm đảo chiều. Cố gắng giữ một ý tưởng giao dịch cho tới khi thay đổi ý kiến một cách nền tảng. Bằng không, anh ta sẽ tiếp tục cắt giảm kích thước vị thế xuống. Sau đó giao dịch với lượng nhỏ nhất vào thời điểm tệ nhất.
- Anh ta tự coi mình là một kẻ tranh thủ cơ hội thị trường hàng đầu. Khi phát triển một ý tưởng giao dịch, anh ta theo đuổi nó từ khía cạnh rủi ro thấp nhất có thể cho tới khi bị chứng minh sai liên tiếp hoặc anh ta thay đổi quan điểm
- Mua bán xen kẽ, lợi nhuận ngon ăn nhất là cả một phiên thị trường. Có thể bỏ lỡ nhiều miếng thịt ở giữa, nhưng bắt được rất nhiều từ đầu đến cuối.
- Dành cả ngày để khiến mình hạnh phúc và thư giãn. Thoát khỏi các vị thế lỗ khiến cho anh ta cảm thấy khó chịu. Không có gì tốt hơn là một khởi đầu mới. Chìa khóa là phòng ngự tốt chứ không phải tấn công tốt.
- Không bao giờ trung bình giảm giá. Giảm quy mô giao dịch khi hiệu suất kém, tăng khi anh đang giao dịch tốt.
- Anh ta có điểm dừng tinh thần. Nếu nó chạm vào con số đó, anh ta dừng lại và thoát cho dù gì đi chăng nữa. Anh ta không chỉ sử dụng điểm dừng giá, mà còn sử dụng điểm dừng cho thời gian giao dịch
- Anh ta giám sát toàn bộ vốn chủ sở hữu (rủi ro) danh mục đầu tư trong thời gian thực.
- Anh ta tin rằng giá chuyển động trước, sau đó mới là các yếu tố nền tảng.
- Anh ta không quan tâm về những sai lầm được thực hiện 3 giây trước, mà về những gì anh ta sẽ làm từ thời điểm tiếp theo.
- Đừng làm anh hùng. Đừng có bản ngã. Luôn luôn đặt câu hỏi về bản thân và khả năng của mình. Đừng bao giờ cảm thấy rằng bạn là rất tốt. Lần thứ hai bạn làm, bạn sẽ chết.

## Từ thiện
Jones là người sáng lập của Robin Hood Foundation, một tổ chức từ thiện chủ yếu được hỗ trợ bởi các nhà khai thác quỹ phòng hộ. Ông sáng lập và là Chủ tịch Hội đồng quản trị của Trường Hiến chương xuất sắc, toàn nam đầu tiên điều lệ trường học của đất nước, nằm ở Bedford Stuyvesant khu phố của Brooklyn, New York. Ông sáng lập và chủ trì Bedford Stuyvesant tôi có một Quỹ Dream, trong đó đặt học sinh địa phương trong các trường cao đẳng. 
Ông sở hữu Grumeti trữ trong Tanzania 's phương Tây Serengeti và gần đây đã được tán dương bởi Quốc hội các nước Đông Phi cho không cho phép săn trong dự trữ của mình. Các khách sạn hàng đầu ở đó, Sasaskwa, được đặt tên là # 1 khách sạn trên thế giới do tạp chí Travel & Leisure trong năm 2011 và 2012. Jones đã làm việc với Tanzania và Paul Milton của Hart Howerton, một công ty kiến trúc London chuyên về sử dụng đất quy mô lớn, xây dựng kế hoạch khu vực cho tính bền vững của khu vực, động vật hoang dã và các cộng đồng địa phương.  Ông đã thiết lập một sự tin tưởng cho Pamushana dự trữ tư nhân, hoạt động của Singita nhóm của Nam Phi, dự trữ khoảng 300 dặm về phía đông nam Harare, gần biên giới Mozambique ở Zimbabwe.
Ông đã có những đóng góp lớn của ông alma mater, các Đại học Virginia, trong đó có đóng góp $ 35 triệu, mà đã đi đến việc xây dựng một sân bóng rổ mới, đặt tên là 'John Paul Jones Arena , trong danh dự của cha mình, một luật sư người cũng tham dự Đại học Virginia.
Vào tháng 4 năm 2013, Jones đã tham gia vào một cuộc tranh cãi tại Đại học Virginia sau khi nói với khán giả là sinh viên và cựu sinh viên, "Ngay khi đôi môi cảm ứng của em bé đó ngực của cô gái, quên nó. Mỗi đầu tư duy nhất tôi đã làm, mọi mong muốn để hiểu những gì sẽ làm cho này đi lên hoặc xuống sẽ bị tràn ngập bởi những kinh nghiệm đẹp nhất mà một người đàn ông sẽ không bao giờ chia sẻ, kết nối cảm xúc giữa mẹ và em bé đó. Tôi vừa nhìn thấy nó xảy ra hơn và hơn nữa. "

## Đời sống cá nhân
Jones lập gia đình với vợ ông, Sonia, một cựu người mẫu thời trang người Úc, từ năm 1988. Họ có bốn người con,
Jones đã quyên tiền cho nhiều ứng viên Cộng hòa. Năm 2012 ông quyên góp 200,000 USD cho Mitt Romney. Năm 2008 Jones quyên góp cho chiến dịch tranh cử tổng thống của John McCain và Rudy Giuliani.